# Kishida-Kunio-Preis
Der Kishida-Kunio-Preis (jap. 岸田國士戯曲賞, Kishida Kunio Gikyokushō) ist ein Theaterpreis, der im Andenken an den Dramatiker Kunio Kishida und zur Förderung von Nachwuchsdramatikern vom Verlag Hakusuisha verliehen wird. Der Preis genießt in der Theaterwelt das gleiche hohe Ansehen wie der Akutagawa-Preis in der Welt der Erzählkunst.
Der Preis wurde 1955 als „Theaterpreis für Neues Theater“ (新劇戯曲賞, Shingeki Gikyokushō) eingerichtet und 1961 mit dem vom Verlag Shinchōsha vergebenen „Kishida Schauspielpreis“ (岸田演劇賞, Kishida Engekishō) zum „‚Shingeki‘ Kishida Theaterpreis“ (「新劇」岸田戯曲賞, ‚Shingeki‘ Kishida Gikyokushō) zusammengeführt. Seit 1979 trägt der Preis seinen heutigen Namen. Die Laureaten erhalten als Auszeichnung eine Erinnerungsuhr und einen Geldbetrag.

## Preisträger

### 1955–1960
- 1955 – nicht vergeben
  - bestes, aber nicht ausgezeichnetes Werk: Hekiga (壁画) von Yashiro Seiichi
- 1956 – Ōhashi Kiichi für Kusunoki Sankichi no seishun (楠三吉の青春) und Obata Kinji für Kikeiji (畸形児)
- 1957 – nicht vergeben
  - bestes, aber nicht ausgezeichnetes Werk: Ashita o tsumugu musumetachi (明日を紡ぐ娘たち)  Schauspieltruppe Sankikai
- 1958 – Hotta Kiyomi für Shima (島)
- 1959 – nicht vergeben
  - bestes, aber nicht ausgezeichnetes Werk:  Nagai Bohyō no retsu (長い墓標の列) von Fukuda Yoshiyuki und Gyokō (漁港) von Gen'ichi Hara  und Yūjōbutōkai (友情舞踏会) von Hirota Masayuki
- 1960 – Kobayashi Masaru  für Ori (檻) und Hayasaka Hisako  für Sōmon (相聞)

### 1961–1970
- 1961 – nicht vergeben
- 1962 – Miyamoto Ken für Nihon jinmin kyōwakoku (日本人民共和国), Mechanism sakusen (メカニズム作戦) und Yagi Shūichirō für Hatoba Kojiki rokunin no musukotachi (波止場乞食と六人の息子たち, The Beggar of the Docks and his Six Sons),  Kombeya wa tomaranai (コンベヤーは止まらない, The Conveyer Belt that Never Stops)[2]
- 1963 – Yamazaki Masakazu für Zeami Motokiyo (世阿彌)
- 1964 – Hitomi Kakuhiko für Tomoe no tsuzumi (友絵の鼓) und Suga Ryūichi für Onna no Gongyō (女の勤行) und Fukuda Yoshiyuki[Anm. 1] für Hakamadare wa doko da (袴垂れはどこだ)
- 1965 – nicht vergeben
- 1966 – Kawamata Kōji für Kantō heiya (関東平野) und Hirota Masayuki  für Suna to shiro (砂と城)
- 1968 – Betsuyaku Minoru für Match uri no Shōjo (マッチ売りの少女) und für Akai tori no iru fūkei (赤い鳥の居る風景)
- 1969 – Akihama Satoshi für Yōjitachi no atonomatsuri (幼児たちの後の祭り) u. a.
- 1970 – Kara Jūrō für Shōjo kamen (少女仮面)

### 1971–1980
- 1971 – Satō Makoto für Nezumi Kozō Jirokichi (鼠小僧次郎吉)
- 1972 – Inoue Hisashi für Dōgen no bōken (道元の冒険)
- 1974 – Tsuka Kōhei für Atami satsujinjiken (熱海殺人事件) und Shimizu Kunio für Bokura ga hijō no taiga o daru toki (ぼくらが非情の大河をくだるとき)
- 1975 –  nicht vergeben
  - bestes, aber nicht ausgezeichnetes Werk: Mokuren numa (木蓮沼) von Ishizawa Tomiko
- 1976 – Ishizawa Tomiko für Biwa-den (琵琶伝)
- 1977 –  nicht vergeben
- 1978 – Ōda Shōgo für Komachi fūden (小町風伝) und Chinen Seishin für Jinruikan (人類館)
- 1979 – Okabe Kōdai für Hizen Matsuura kyōdai shinjū (肥前松浦兄妹心中)
- 1980 – Saitō Ren für Shanghai Vance King (上海バンスキング)

### 1981–1990
- 1981 – Takeuchi Jūichirō für Ano ōgarasu saemo (あの大鴉、さえも)
- 1982 – Yamazaki Tetsu für Hyōryū kazoku (漂流家族) und Uo densetsu (うお伝説)
- 1983 – Noda Hideki für Nokemono kitarite (野獣降臨) und Yamamoto Kiyokazu für Pinocchio janbaraya (比野置ジャンバラヤ) und Watanabe Eri für Gegege no ge (ゲゲゲのげ)
- 1984 – Kitamura Sō für Jūichinin no shōnen (十一人の少年)
- 1985 – Kishida Rio für Ito jigoku (糸地獄)
- 1986 – Kawamura Takeshi für Shinjuku Hakkenden daiikkan inu no tanjō (新宿八犬伝 第一巻-犬の誕生-)
- 1987 –  nicht vergeben
- 1988 – Ōhashi Yasuhiko für Gozilla (ゴジラ)
- 1989 – Iwamatsu Riyō für Futon to daruma (蒲団と達磨)
- 1990 –  nicht vergeben

### 1991–2000
- 1991 – Sakate Yōji für Breathless Gomibukuro o kokyūsuru yoru no monogatari (ブレスレス ゴミ袋を呼吸する夜の物語)
- 1992 – Yokouchi Kensuke  für Gusha ni wa mienai La Mancha no ōsama no hadaka (愚者には見えないラ・マンチャの王様の裸)
- 1993 – Miyazawa Akio für Hinemi (ヒネミ) und Yū Miri für Sakana no matsuri (魚の祭)
- 1994 – Tei Yoshinobu für Za terayama (ザ・寺山)
- 1995 – Kōkami Shōji für Sunafukin no tegami (スナフキンの手紙) und Hirata Orisa für Tōkyō nōto (東京ノート)
- 1996 – Suzue Toshirō für Kami o kakiageru (髪をかきあげる) und Matsuda Masataka für Umi to higasa (海と日傘)
- 1997 – Matsuo Suzuki für Funky! uchū wa mieru tokoro made shika nai (ファンキー! 宇宙は見える所までしかない)
- 1998 – Fukatsu Shigefumi für Uchiya matsuri (うちやまつり)
- 1999 – Keralino Sandorovich (KERA) für Frozen beach (フローズン・ビーチ)
- 2000 – Nagai Ai für Ani kaeru (兄帰る)

### 2001–2010
- 2001 – Mitani Kōki für Okepi! (オケピ!)
- 2002 –  nicht vergeben
- 2003 – Nakashima Kazuki für Aterui (アテルイ)
- 2004 – Kuramochi Yutaka für One man show (ワンマン・ショー)
- 2005 – Kudō Kankurō für Donjū (鈍獣) und Okada Toshiki für Sangatsu no itsukakan (三月の5日間)
- 2006 – Tsukuda Norihiko für Nukegara (ぬけがら) und Miura Daisuke für Ai no uzu (愛の渦)
- 2007 – nicht vergeben
- 2008 – Maeda Shirō für Ikiteru mono wa inai no ka (生きてるものはいないのか)
- 2009 – Hōrai Ryūta für Mahoroba (まほろば) und Motoya Yukiko für Shiawase saikō arigatō maji de (幸せ最高ありがとうマジで!)
- 2010 – Shiba Yukio für Waga hoshi (わが星)

### 2011–2020
- 2011 – Matsui Shū für Jiman no musuko (自慢の息子)
- 2012 – Nozoe Seiji für 00 to aru fūkei (○○トアル風景) und Fujita Takahiro  für Kaeri no aizu, matteta shokutaku, soko, kitto shiofuru sekai (かえりの合図、まってた食卓、そこ、きっと、しおふる世界) und Yanaihana Mikuni für Maemuki!Taimon (前向き！タイモン)
- 2013 – Akahori Masaaki für Itchōmei zomeki (一丁目ぞめき) und Iwai Hideto für Aru onna (ある女)
- 2014 – Ameya Norimizu für Blue Sheet (ブルーシート)
- 2015 – Yamauchi Kenji für Troisgros (トロワグロ, Torowaguro)
- 2016 – Tanino Kurō für Jigokudani onsen mumyō no yado (地獄谷温泉 無明ノ宿)
- 2017 – Ueda Makoto für Kite ketsukaru beki shinsekai (来てけつかるべき新世界)
- 2018 – Kamisato Yūdai für Valparaiso no nagai saka o kudaru hanashi (バルパライソの長い坂をくだる話) und Fukuhara Mitsunori für Atarashii explosion (あたらしいエクスプロージョン)
- 2019 – Matsubara Shuntarō für Yama-yama (山山)
- 2020 – Ichihara Satoko für Bakkosu no shinjo — Horusutainu no mesu (バッコスの信女―ホルスタインの雌) und Tani Ken’ichi für die Fukushima-Trilogie (1961 nen: Yoru ni noboru taiyō, 1961年：夜に昇る太陽, 1986 nen: Mebius no wa, 1986年：メビウスの輪 und 2011: Katararetagaru kotoba-tachi, 2011年：語られたがる言葉たち)

### 2021–2030
- 2021 – nicht vergeben
- 2022 – Fukuna Riho für Yawarakaku yureru (柔らかく搖れる) und Yamamoto Suguru für Banana no hana wa taberareru (バナナの花は食べられる)
- 2023 – Katō Takuya für Dōdō ga rakka suru (ドードーが落下する) und Kanayama Sugatsu für Pachinko (Jō) (パチンコ（上）)
- 2024 – Ikeda Ryō für Heart Land (ハートランド, Hātorando)
- 2025 – Andō Kei für Arukanakute mo bō ni ataru (歩かなくても棒に当たる) und Kasagi Izumi für Umi made hyaku nen (海まで100年)